# 深圳会展中心

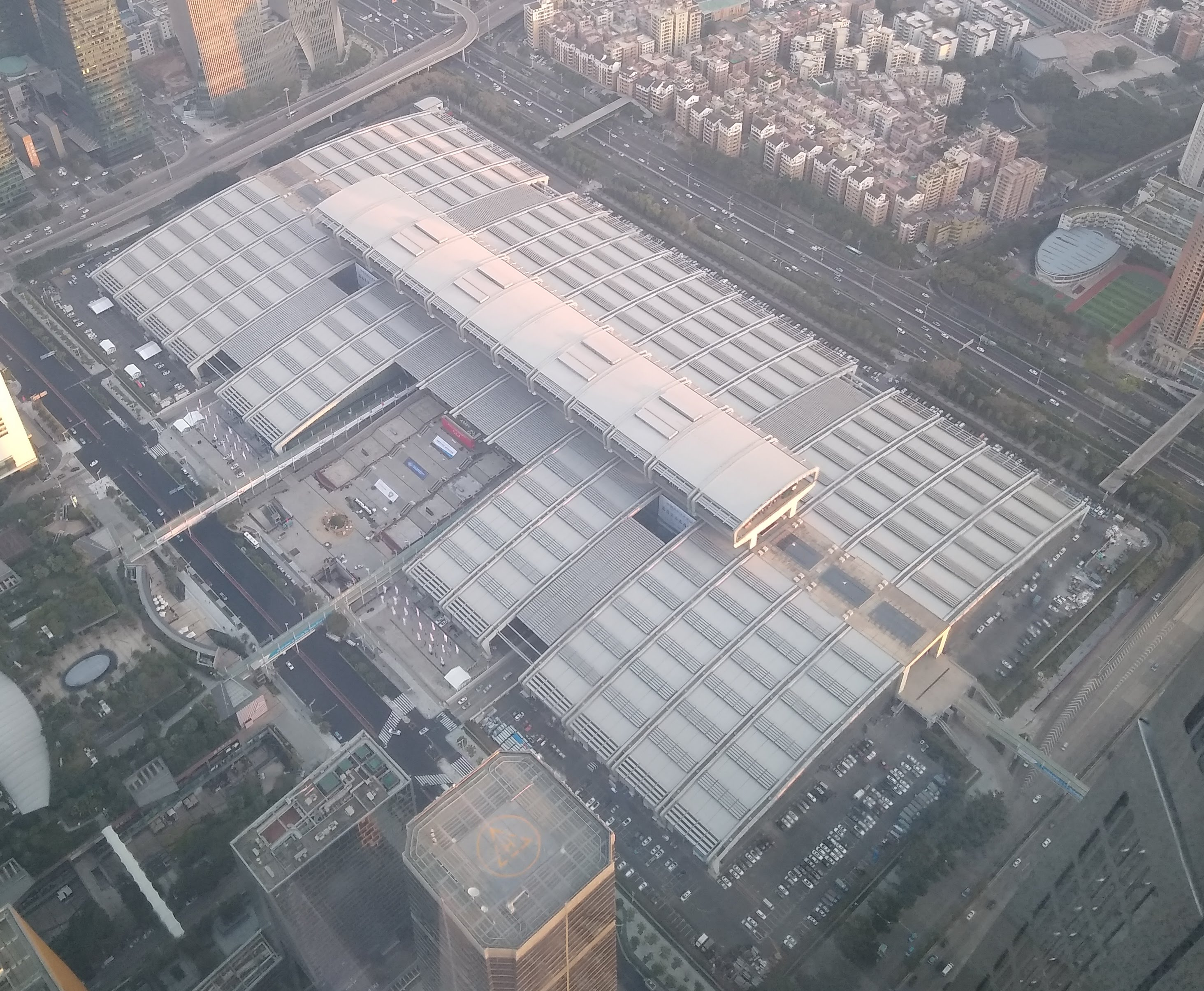
深圳会展中心

深圳会展中心（しんせんかいてんちゅうしん、中国語: 会展中心）は中華人民共和国広東省深圳市福田区にある大規模公共施設。

## 概要
面積は280,000平方メートル (3,000,000 sq ft)に及ぶ深圳市最大の単一構造建築物である。全長540メートル (1,770 ft)、幅282メートル (925 ft)、高さ60メートル (200 ft)の規模を擁している。2004年に32億人民元の費用をかけて建設された。建設は深圳市人民政府、設計はドイツのゲルカン・マルグ・アンド・パートナーズによるものである。
国際展覧会や見本市の会場として利用されることが多い。毎年、中国で行われるハイテク見本市としては最大の規模を有する中国国際ハイテク見本市の会場となっている。
深圳地下鉄1号線及び深圳地下鉄4号線が利用可能な会展中心駅が設置されている。
2011年夏季ユニバーシアードにおいて、チェス、柔道等の会場として使用された。

## 脚註
1. ↑  “Welcome to SZCEC”. 2016年3月14日閲覧。
2. ↑  “深圳会展中心 Shenzhen Convention & Exhibition Center”. 2016年3月14日閲覧。
3. ↑  http://www.chinaexhibition.com/china_trade_shows_venue_profile/12-Shenzhen_Convention_and_Exhibition_Center_(SZCEC).html
4. ↑  http://www.exhibitioncentrehotels.com/venues/shenzhen-convention-and-exhibition-center.aspx
5. ↑  “Shenzhen Convention & Exhibition Center”. 2016年3月14日閲覧。
6. ↑  “20th China Hi-Tech Fair held in Shenzhen”. Xinhua. (2018年11月15日) 2018年11月15日閲覧。
7. ↑  “CHTF 2019 - 60 delegations from 40 countries”. www.chtf.com.   CHTF. 2018年11月15日閲覧。